# Онна-бугейся

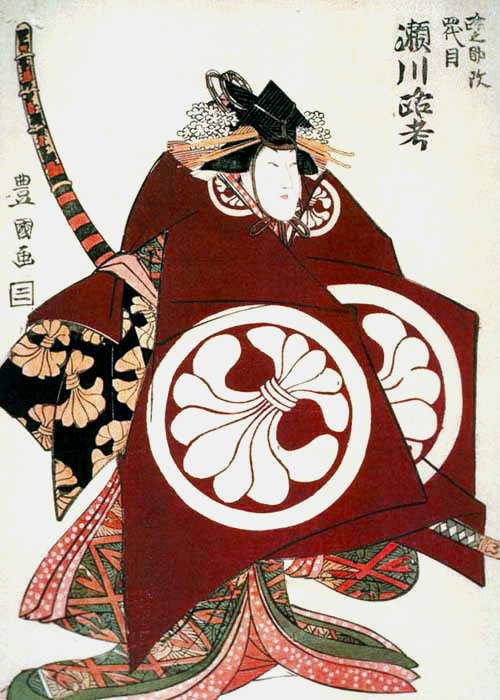
«Актор кабукі в ролі войовниці Томое Годзен». Художник Утагава Тойокуні, 1800

Жінка-самурай (яп. 女武芸者, онна-буґейшя) — жінка, що належала до стану самураїв у феодальній Японії, навчена володінню зброєю, що брала участь у битвах нарівні з чоловіками.

## Термін
Термін складається з слів: онна (女) — «жінка» і буґейшя (武芸者) — «людина бойових мистецтв». Вживання виразу «жінка-самурай» є семантично неправильним, оскільки слово самурай (侍) використовується тільки щодо чоловіків. Аналогічним чином, неправильно говорити онна-бусі, оскільки частина слова буші (武士), ієрогліф ші (士), застосовується в ідіоматичних виразах у значенні «чоловік» (для порівняння: 紳士 шінші — джентльмен, 同士 доші — друг, 紳士服 шіншіфуку — чоловічий одяг).
Крім того, до жінок із стану самураїв може застосовуватися термін буке-но-онна (武家の女), що означає «жінка з класу буке (буші)», але на відміну від «онна-буґейшя», він не означає, що жінка реально брала участь у битвах нарівні з чоловіками, а лише говорить про її походження і, можливо, про те, що вона отримала традиційний для жінки самурайського класу мінімум знань у рукопашній боротьбі і фехтуванні.

## Знамениті онна-буґейся
- Ходзьо Масако (1156—1225), після смерті чоловіка Мінамото-но Йорітомо пішла в монастир і стала відома як «сьоґун-черниця»[2].
- Томое Ґодзен (1157?—1247?), брала участь у битві при Курікава та битві при Авадзу з головним героєм «Хейке Моноґатарі» Мінамото-но Йосінакою[2].
- Ханґаку Ґодзен[en], командувала 3000 воїнами при обороні від 10-тисячної армії клану Ходзьо. Однак оборону було провалено, а Ханґаку поранили стрілою і захопили в полон. Її відвезли в Камакуру, де представили сьоґуну Мінамото. Також вона зустрілася з Асара Йосіто, який закохався в Ханґаку і домігся дозволу сьоґуна одружитися з нею[3].
- Накано Такеко (1847—1868) — брала участь в обороні замку Айдзу після падіння сьоґунату Токуґава, загинула в бою[1].
- Ямакава Футаба (1844—1909)
- Ямамото Яеко (1845—1932)

## Буке-но-онна: навички та вимоги

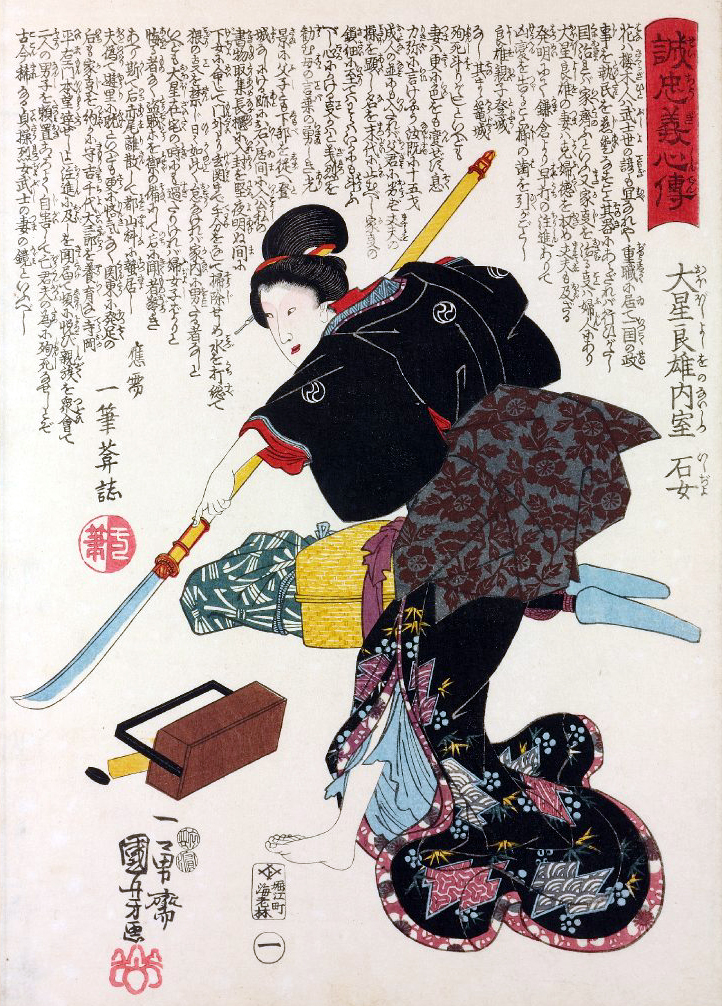
Утаґава Кунійосі, «Ісі-йо, дружина Обосі Йосіо» з наґіната, 1848

Від звичайних представниць стану самураїв не очікували участі у боях, але, тим не менш, від жінки вимагалося вміти захистити себе і будинок та навчити дітей. За бушідо, першим обов'язком жінки-самурая вважалося служіння своєму чоловікові. Кодекс бушідо вихваляв також жінок, «які були здатні піднятися вище недосконалості та недоліків, властивих їхній статі, і проявити героїчну силу духу, яка могла б бути гідною найбільш хоробрих і шляхетних чоловіків».
Зі зброї жінок вчили користуватися здебільшого наґіната (мистецтво наґінатадзюцу), а також списом ярі, ланцюгами і мотузками. Замість катана вони мали танто. «Звичайним місцем зберігання списа слугувало місце над дверима в оселі, оскільки таким чином жінка отримувала можливість використати його проти атакуючих ворогів або будь-якого непроханого гостя, що проник у будинок. Також жінки з не меншою майстерністю вміли поводитися з коротким кинджалом (кайкен), який, подібно до вакідзаші воїнів-чоловіків, завжди носили при собі — у рукаві чи за поясом. Кайкен може завдавати блискавичні удари у ближньому бою, та його можна кидати із летальною швидкістю». Це лезо ритуально дарували у день досягнення дівчиною повноліття (у 12 років).
Також кайкен був необхідний у скоєнні ритуального самогубства (жіночий варіант має назву дзіґай і був поширений так само широко, як і сеппуку у чоловіків) — щоб перерізати собі горло. Ще одним суворим правилом ритуалу було обов'язкове зв'язування власних щиколоток, щоб і після смерті виглядати пристойно. Коли виникала реальна загроза потрапити в полон до ворога, жінки зі стану самураїв не лише рішуче приймали смерть від рук родичів-чоловіків або їх командирів, але й вбивали чоловіків, якщо ті з якоїсь причини не могли чи не бажали виконати сеппуку, і не щадили в такій ситуації ні себе, ні своїх дітей.
За необхідності, самурайські жінки брали на себе обов'язки зі здійснення помсти, яка вважалася єдино можливою реакцією (згідно з японським тлумаченням конфуціанства) на образу або вбивство пана. «Навіть упродовж застійного періоду сьоґунату Токуґава жінки суворо дотримувалися принципу безумовної відданості клану — часом навіть суворіше за чоловіків».
Подібна ситуація зберігалася в XI—XVII ст. На початку XIII століття жінкам законодавчо надані рівні права спадкування з братами і право заповідати майно. Однак до XVII століття повага до жінок у самурайських родах помітно зменшилася. Їх становище погіршилося, внаслідок чого вони перетворилися на пішачок на матримоніальному ринку (що особливо помітно поряд із загальною тенденцією до гомосексуальності серед самураїв). Тим не менш, стійкість духу і звички до навчання в самурайських сім'ях зберігалися, про що свідчать записи про громадянську війну Бошін, коли під час оборони своїх хан у Айдзу (1868 рік) деякі жінки потрясли співвітчизників своїми подвигами.

## У культурі
Онна-буґейся часто з'являються в історичних драмах дзідайґекі. Так, в телесеріалі «Кенкаку Сьобай» з'являється подібна персонажка на ім'я Сасакі Міфую, і один із ранніх епізодів серіалу має назву «Онна-буґейся».